# 1929 у футболі
Нижче наведені футбольні події 1929 року у всьому світі.

## Засновані клуби
- Інтер (Запрешич) (Хорватія)
- К'єво (Італія)
- Локомотив (Софія) (Болгарія)
- Сент-Патрікс Атлетік (Ірландія)

## Національні чемпіони
- Англія: Гаддерсфілд Таун
- Данія: Болдклуббен 1903
- Ірландія: Шелбурн
- Ісландія: КР
- Іспанія: Барселона
- Нідерланди: ПСВ Ейндговен
- Парагвай: Олімпія (Асунсьйон)
- Польща: Варта (Познань)